# Cryptocoryne wendtii
Cryptocoryne wendtii är en kallaväxtart som beskrevs av De Wit. Cryptocoryne wendtii ingår i släktet Cryptocoryne och familjen kallaväxter. Inga underarter finns listade.

## Bildgalleri

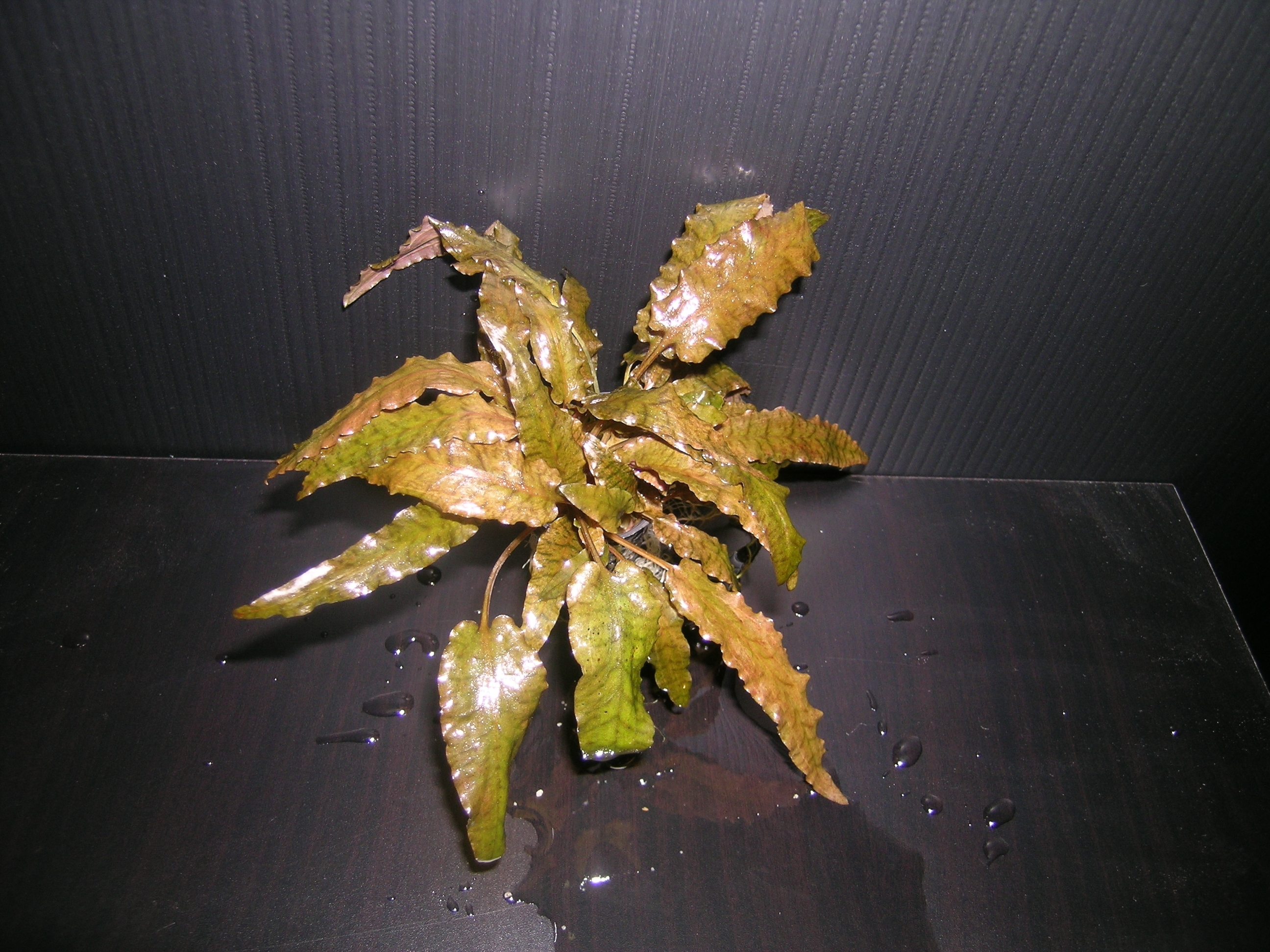
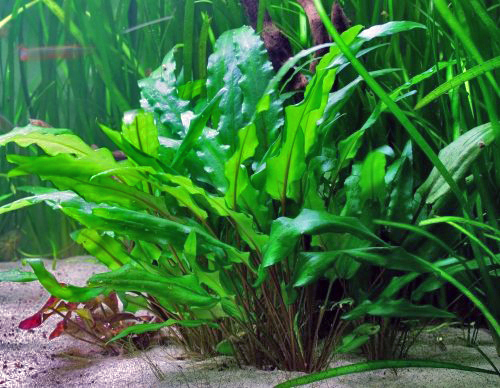